# Глубокое (озеро, Глембочинская волость)
Глубо́кое или Глембочино — озеро в муниципальном образовании «Себежское» (Глембочинская волость) Себежского района Псковской области, к северо-западу от озера Нечерица.
Озеро находится на территории Себежского национального парка. Высота над уровнем моря — 129,0 м.
Площадь — 1,5 км² (146,5 га, с 2 островами — 152,1 га). Максимальная глубина — 12,0 м, средняя глубина — 4,0 м. Площадь водосборного бассейна — 6,84 км².
На берегу озера расположены деревни Глембочино, Комары, Замошане.
Проточное. Через речки Мотяжница, Свольна с проточными озёрами и реку Дрисса соединяется с рекой Западная Двина.
Тип озера лещово-судачий. Массовые виды рыб: лещ, судак, щука, плотва, окунь, густера, уклея, красноперка, ёрш, язь, налим, линь, угорь, пескарь, карась, щиповка, вьюн; раки (единично).
Для озера характерны: крутые, отлогие и низкие берега, леса, поля, огороды, луга, заболоченные участки;волнистое дно, в литорали — песок, камни, заиленный песок, в центре ил, песчано-каменистые отмели. Есть донные и береговые ключи.